# Michael Drewsen
Michael Drewsen (født 15. oktober 1804 på Strandmøllen, død 26. februar 1874 i København) var papirfabrikant og politiker og er mest kendt som Silkeborgs moderne grundlægger. Han var søn af Johan Christian Drewsen. 
Han blev tidligt sin fars medhjælper ved driften af Strandmøllen ved Mølleåen i Nordsjælland. Han overtog den i 1844 sammen med sin bror Christian. Den 20. november 1830 blev Michael Drewsen gift i København med Johanne Amalie Kümmel (5. august 1808 – 28. juli 1863), datter af hyrekusk Kümmel.
I 1844 anlagde han i en fjern og uopdyrket egn Silkeborg Papirfabrik, og det første ark papir forarbejdedes i januar 1845. Fabrikkens anlæg faldt sammen med regeringens bestræbelser for her at grunde en handelsplads, og han blev hurtig en betydende personlighed.
Fra januar 1865 blev han eneejer af papirfabrikken, som han drev under firmaet M. Drewsen & Søn, men allerede i 1869 solgte han den og købte flere svenske godser, selv om han blev boende i Silkeborg. 1848 valgtes han fra sin nye jyske hjemstavn til medlem af Den grundlovgivende rigsforsamling og var senere flere gange rigsdagsmand: Han valgtes til Folketinget i 1849 og 1854 og til Landstinget i 1855, men det sidste valg modtog han ikke. Som udpræget frisindet stod han i en tid det nationalliberale parti nærmest, hvad han viste, da han i 1854 kæmpede ivrigt mod det Ørstedske ministerium.
Han stod i 1854 i spidsen for afholdelsen af en Grundlovsfest på Himmelbjerget, en fest, der fik mange efterfølgere. Han var også virksom for tilvejebringelsen af den store jyske adressedeputation, der i september samme år nægtedes adgang til kongen, men som hædredes af Københavns borgere ved en fest i Casino. Drewsen var for øvrigt vel set af Frederik 7., der besøgte ham i Silkeborg. 1845 havde han fået Fortjenstmedaljen i guld, og i 1855 blev han Kommandør af Dannebrog. Han døde 26. februar 1874 i København.
Michael Drewsen var blandt H.C. Andersens venner. Det meste af sommeren 1853 tilbragte digteren hos Drewsen i Silkeborg, og indtryk herfra indgik i eventyret Ib og lille Christine (1855).